# ЗІЛ-111
ЗІЛ-111 — легковий автомобіль вищого (представницького) класу виробництва московського Заводу імені Лихачова. Його виробництво почалося в 1959 році, змінивши на конвеєрі ЗІС-110, і закінчилося в 1967 році, коли його у свою чергу замінив ЗІЛ-114. Всього було виготовлено 112 автомобілів ЗІЛ-111, включаючи автомобіль з кондиціонером ЗІЛ-111А, фаетон ЗІЛ-111В, а з них 26 модернізованих автомобілів ЗІЛ-111Г, серед яких кілька фаетонів ЗІЛ-111Д.

## Конструктивні особливості

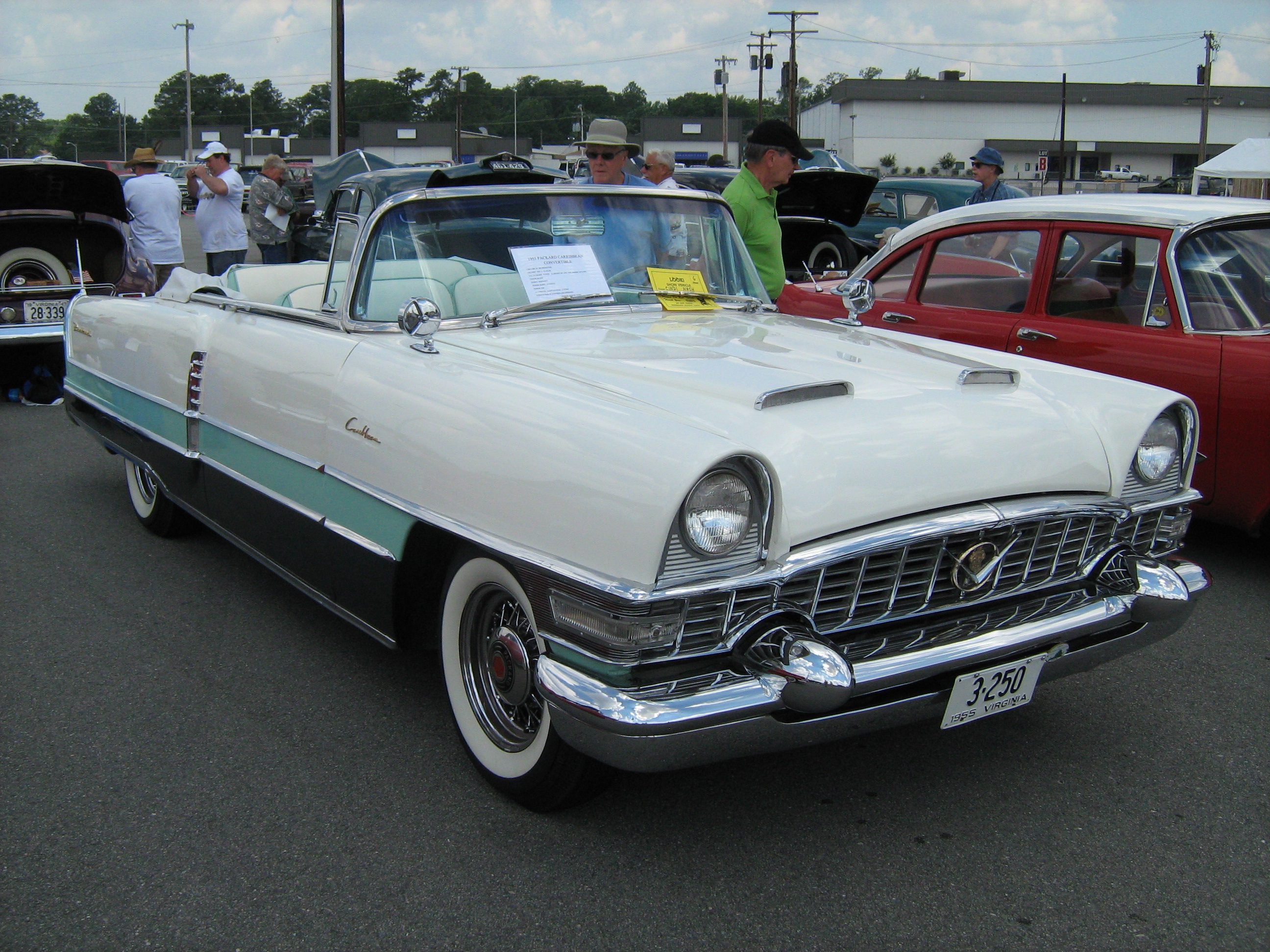
Packard Carribbean 1955 року

Конструкція ЗіЛ-111 мала всі звичайні атрибути американських автомобілів середнього-вищого класу середини 1950-х років: великі панорамні скла, рамне шасі з незалежною пружинною підвіскою передніх коліс і ресорною залежною задніх, V-подібний восьмициліндровий двигун (його дефорсована версія встановлювалась на ЗІЛ-130, 131) великого робочого об'єму — майже 6 літрів, автоматичну коробку передач з гідротрансформатором (за зразок під час проектування була взята АКП PowerFlite фірми Imperial), гідропідсилювач керма, багатоконтурну систему барабанних гальм з підсилювачами каскадної схеми, автоматичний (електричний) привід склопідйомників, і так далі.
В 1959 році в серію пішла модифікація ЗіЛ-111А, обладнана радянською установкою кондиціонування повітря. Ззовні від базового ЗіЛ-111 він відрізнявся заднім склом значно меншого розміру.

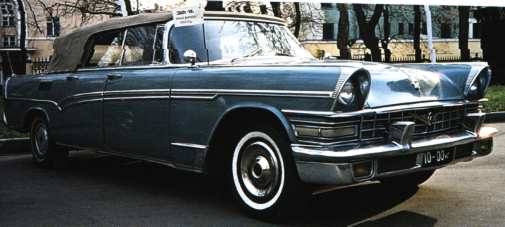
ЗіЛ-111В

В 1960 році дрібними серіями почалось виготовлення фаетона ЗіЛ-111В. Великий семимісний автомобіль мав тент з автоматичним гідравлічним приводом і чотири бокові підйомні вікна в хромованих рамах, які повністю ховались в дверях. Тент, как і у фаетона ЗІС-110Б і кабріолета ЗІС-110В, в складеному положенні накривався декоративним шкіряним чохлом. Два кабріолети ЗІЛ-111В на 2015 р. використовувались як парадні автомобілі в Бішкеку (Киргизія).

## Модернізація

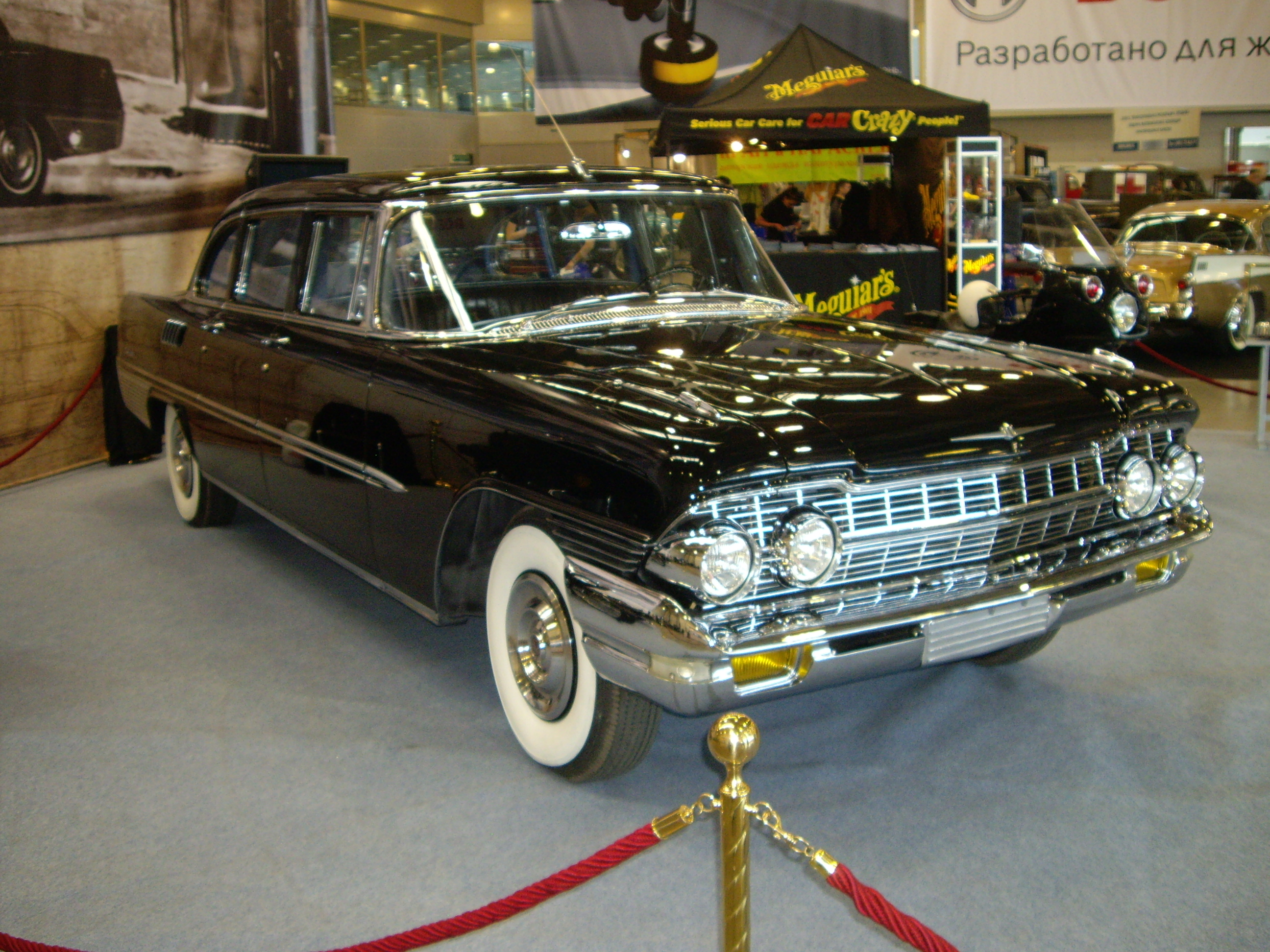
ЗІЛ-111Г, спереду

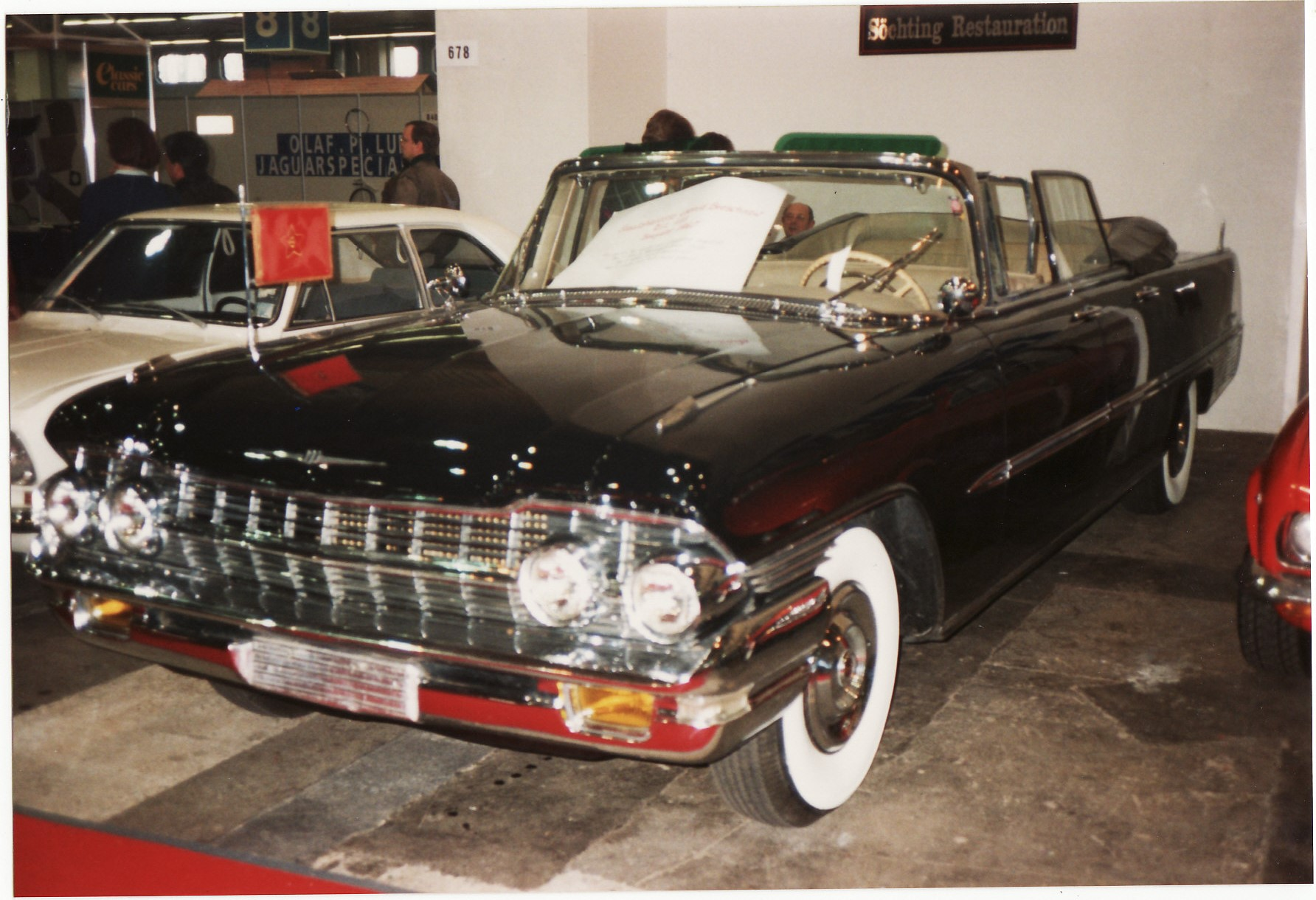
ЗІЛ-111Д

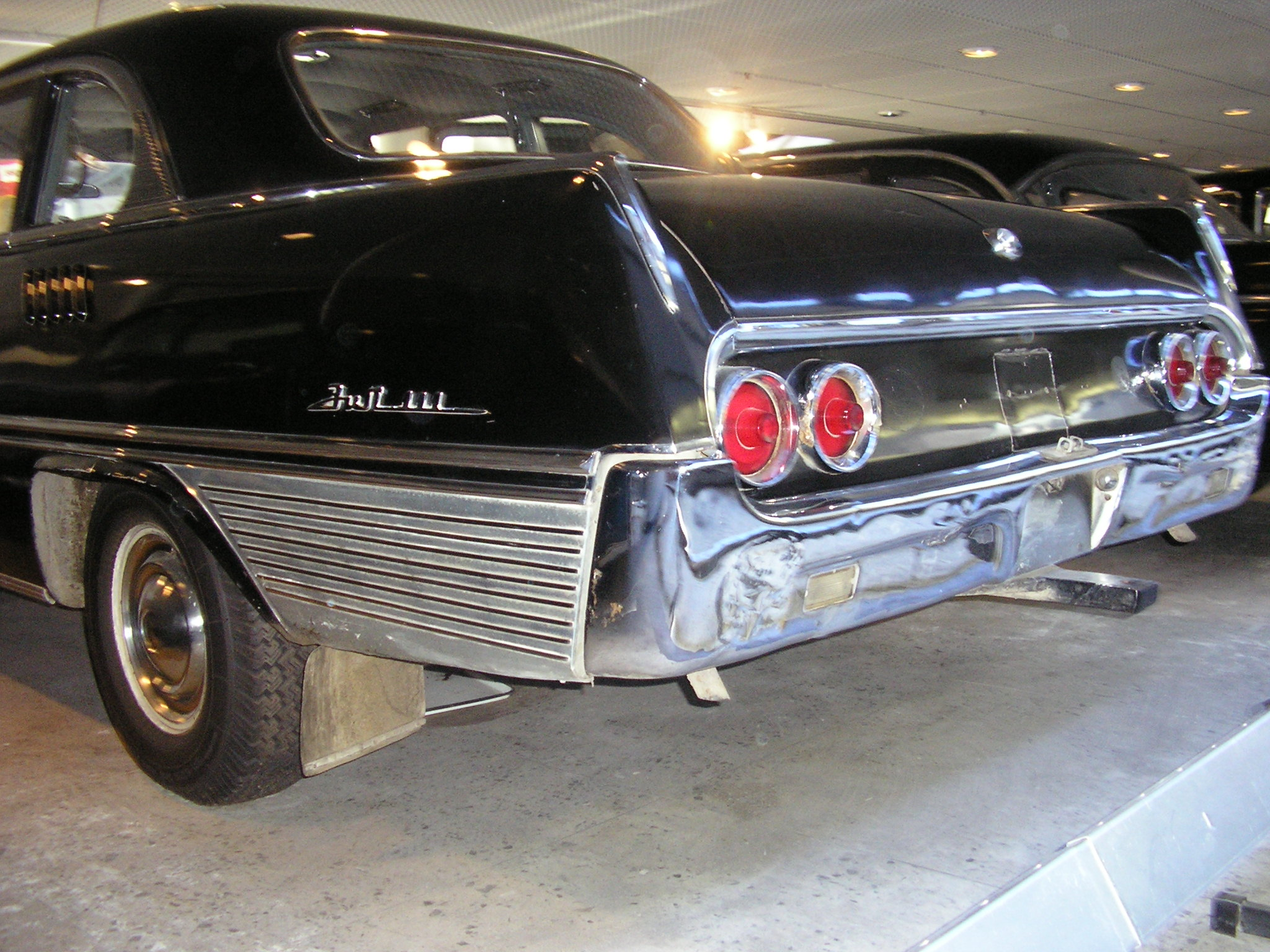
ЗІЛ-111Г, ззаду

Орієнтування на перемінливу американську автомобільну моду 50-х років, яка характеризувалась відвертими розмірами, насиченням хромованого декору, багатоколірним забарвленням, потужними двигунами і дуже швидким (раз в два-три роки) оновленням модельного ряду, зробило ЗіЛ-111 морально застарілим вже до початку 60-х років, що обумовило насущну необхідність спішної модернізації автомобіля, який був «обличчям» галузі й держави.
Результатом модернізації став ЗіЛ-111Г. Він мав вперше застосовану на радянському автомобілі чотирьохфарну систему головного світла, круглі задні ліхтарі й стрілкоподібні бокові молдинги. Кондиціонер став стандартним обладнанням на всіх автомобілях. Зміни зовнішнього вигляду й обладнання салону (кондиціонер, оздоблення) зробили автомобіль довшим на 50 мм і тяжчим на 210 кг.
На базі ЗіЛ-111Г було також побудовано декілька відкритих парадних фаетонів, які отримали індекс ЗіЛ-111Д. Перший екземпляр був зібраний на початку 1963 року, за ним послідувала невелика серія, чотири автомобіля з якої призначались для першотравневих і жовтневих свят. За даними музею АМО ЗіЛ, загальна кількість побудованих парадних фаетонів ЗіЛ-111Д склало вісім штук.
До того часу в заводському КБ вже повним ходом йшли роботи зі створення принципово нового сімейства — ЗІЛ-114/ЗІЛ-117, зовнішність яких, при збереженні «проамериканської» орієнтації, вже не була напряму пов'язана з яким-небудь іноземним аналогом.

## Технічні характеристики[1]
| Технічні характеристики       | Технічні характеристики                         |
| ----------------------------- | ----------------------------------------------- |
| Двигун                        | Бензиновий                                      |
| Тип двигуна                   | карбюраторний, чотиритактний, восьмициліндровий |
| Марка двигуна                 | ЗІЛ-111                                         |
| Циліндри / Клапани            | V8 / 16                                         |
| Об'єм                         | 5996 см3                                        |
| Хід поршня / Діаметр циліндра | 90 / 100 мм                                     |
| Ступінь стиску                | 9,00                                            |
| Система живлення              | карбюратор                                      |
| Охолодження                   | рідинне                                         |
| Потужність                    | 200 к.с. (147 кВт) при 4200 об/хв               |
| Крутний момент                | 450 Нм при 2200-2400 об/хв                      |
| Трансмісія                    | 3-ст. АКПП                                      |
| Макс. швидкість               | 170 км/год                                      |

## Модифікації
На базі ЗІЛ-111 було створено кілька модифікацій:
- ЗІЛ-111А — модифікація ЗІЛ-111 із заднім склом меншого розміру, що пов'язано з розміщенням в задніх кутах кузова повітроводів кондиціонера.
- ЗІЛ-111В — фаетон зі складним матерчатим дахом, випускався з 1960 по 1962 роки.
- ЗІЛ-111Г — модернізована версія ЗІЛ-111А, яка виготовлялась з 1963 по 1967 роки. Модернізація включала заміну переднього і заднього оперення, установку чотирифарового зовнішнього освітлення і зміну зовнішніх ліхтарів.
- ЗІЛ-111Д — фаетон зі складним матерчатим дахом, на базі ЗІЛ-111Г.

## Історичні факти
- На ЗІЛ-111В, 14 квітня 1961 року, прибув з аеропорту в Кремль перший космонавт Ю. О. Гагарін.
- Сіро-блакитні фаетони ЗІЛ-111Д брали участь у військових парадах до середини 70-х років, коли були замінені короткобазними кабріолетами ЗІЛ-117В.
- 30 квітня 1963 року «ЗІЛ» відвідав Фідель Кастро. Від імені Микити Сергійовича Хрущова йому був подарований ЗІЛ-111В.
- Після списання деякі автомобілі передавалися в палац урочистих подій де обслуговували весільні торжества, яскравий приклад показаний в х/ф «Самотнім надається гуртожиток» (1983) де цю роль у Москві грає ЗІЛ-111Г.

## В ігровій і сувенірній продукції
У 2011 році масштабна модель «ЗіЛ-111Г» чорного кольору вийшла в рамках проекту «Автолегенди СРСР» від видавництва «ДеАгостіні» (випуск № 29), трохи пізніше цього ж року було, в рамках цього ж проекту, вийшла модель лімузина «ЗіЛ-111» також чорного кольору (випуск № 42).